# Forte (Raffaella Carrà e Bob Sinclar)
Forte è una singolo della cantante pop italiana Raffaella Carrà e del dj francese Bob Sinclar, pubblicato il 16 gennaio 2015. Il brano ha anticipato la raccolta ufficiale della Carrà intitolata Forte forte forte - Hits & Rarities.

## Descrizione
Il brano è un remix della canzone Forte forte forte, singolo di Raffaella Carrà del 1976 scritto da Cristiano Malgioglio. Dopo il successo nel 2011 di Far l'amore, prima collaborazione tra la Carrà e Sinclar, i due sono tornati a lavorare insieme per rielaborare allo stesso modo un altro dei suoi successi del passato per creare la sigla del talent show di Rai 1 Forte forte forte, ideato dalla Carrà e in cui prende parte nel ruolo di giudice. A proposito della loro seconda collaborazione, Sinclar ha dichiarato:

## Tracce
Download digitale
Testi di Cristiano Malgioglio, musiche di Bob Sinclar.
1. Forte – 3:08